# Simaethula janthina
Simaethula janthina là một loài nhện trong họ Salticidae.
Loài này thuộc chi Simaethula. Simaethula janthina được Eugène Simon miêu tả năm 1902.